# Youichi Ui
Youichi Ui - em japonês, 宇井陽一 Ui Yōichi (Chiba, 27 de novembro de 1972) é um ex-motociclista japonês.
Disputou 13 temporadas do Mundial de Motovelocidade entre 1995 e 2007, pilotando motos da Yamaha, Derbi, Gilera, Aprilia e Harris WCM. Venceu 11 provas, conquistou 22 pódios, fez 17 poles e 9 voltas mais rápidas, todas na categoria 125 cc. Disputou apenas 3 provas pela MotoGP em 2004 e outras 2 na categoria 250 cc. Encerrou sua carreira em 2009.
É, juntamente com o norte-americano Kenny Roberts, o piloto que mais venceu em uma temporada sem ter conquistado o título (em 2000, com 5 triunfos).